# Zdzisław Julian Winnicki
Zdzisław Julian Winnicki (ur. 1 lutego 1949 we Wrocławiu) – polski historyk, prawnik i politolog związany z Uniwersytetem Wrocławskim, profesor nauk społecznych. Specjalista od spraw Kresów Wschodnich i Białorusi.

## Życiorys
Wywodzi się z rodziny ziemiańskiej związanej z Kielecczyzną. Ukończył szkołę średnią w Świebodzinie, następnie studia na Wydziale Prawa i Administracji Uniwersytetu Wrocławskiego. W 1985 obronił na Uniwersytecie Wrocławskim pracę doktorską w zakresie nauk prawnych pod tytułem Rada Regencyjna Królestwa Polskiego i jej organy (1917–1918). W 2003 uzyskał habilitację na macierzystej uczelni na podstawie rozprawy Współczesna doktryna i historiografia białoruska (po roku 1989) wobec Polski i polskości. 19 grudnia 2014 otrzymał tytuł naukowy profesora nauk społecznych. W pracy naukowej specjalizował się zagadnieniach z zakresu myśli politycznej, historii idei, polskiej mniejszości narodowej na Wschodzie oraz historii państwa i prawa polskiego
W młodości pracował m.in. jako nauczyciel w powiecie sycowskim. W latach 1973–1980 zatrudniony jako pracownik naukowo-techniczny w Instytucie Historii Państwa i Prawa Uniwersytetu Wrocławskiego. Od 1980 do 1986 był kierownikiem działu organizacyjno-prawnego w Zjednoczonych Zakładach Produkcyjno-Remontowych Energetyki Energoprem Wrocław. W okresie 1986–1988 zatrudniony w Instytucie Politologii Uniwersytetu Wrocławskiego, od 1989 – w Instytucie Studiów Międzynarodowych. W 2005 objął stanowisko profesora nadzwyczajnego swojej uczelni, zaś w 2006 kierownika Zakładu Badań nad Europą Wschodnią Instytutu Studiów Międzynarodowych UWr. Został zastępcą dyrektora Instytutu Studiów Międzynarodowych ds. nauki, a w 2011 dyrektorem ISM.
Specjalizuje się w historii myśli politycznej, historii idei, polskiej mniejszości narodowej na Wschodzie, historii państwa i prawa polskiego. Opublikował liczne prace i artykuły naukowe poświęcone Kresom Wschodnim oraz Białorusi.
W latach 80. działał w Stronnictwie Demokratycznym, publikował w „Tygodniku Demokratycznym”. W wyborach w 1991 bez powodzenia ubiegał się o mandat senatora z ramienia SD w województwie wrocławskim, uzyskując 15 797 głosów. W wyborach w 1993 walczył o mandat poselski w tym samym województwie z ramienia UPR. Od przełomu lat 80. i 90. zaangażowany w działalność na rzecz Kresów Wschodnich. Społecznie objął obowiązki prezesa oddziału dolnośląskiego Stowarzyszenia „Wspólnota Polska”. Był prezesem Stowarzyszenia Straż Mogił Polskich na Wschodzie”.
Wszedł w skład komitetu wspierającego kandydaturę Karola Nawrockiego na prezydenta RP w wyborach w 2025.

## Odznaczenia
- Krzyż Oficerski Orderu Odrodzenia Polski (2010)[8]
- Srebrny Krzyż Zasługi (1988)
- Medal Komisji Edukacji Narodowej (2004)
- Złoty Medal Reipublicae Memoriae Meritum (2023)[9]

## Publikacje
- Rada Regencyjna Królestwa Polskiego i jej organy (1917–1918), Wektory, Wrocław 1991.
- Szkice i obrazki zaniemeńskie, „Wspólnota Polska”, Wrocław 1999.
- Szkice kojdanowskie: Kojdanowsko-Polski Region Narodowościowy w BSSR. Uwagi o genezie oraz przesłankach funkcjonowania, stan badań problematyki, Wydawnictwo Gajt, Wrocław 2005.
- Szkice kresowe, „Wspólnota Polska”, Wrocław 1995.
- Szkice polsko-białoruskie Tematy białorusko-polskie, Wydawnictwo Gajt’, Wrocław 1998.
- Tematy białorusko-polskie: antologia, GS Media, Wrocław 2010.
- W Mińsku Litewskim mieście dawnej Rzeczypospolitej, Wydawnictwo Gajt, Wrocław 2005.
- Współczesna doktryna i historiografia białoruska (po roku 1989) wobec Polski i polskości, Instytut Studiów Międzynarodowych Uniwersytetu Wrocławskiego, „Arboretum”, Wrocław 2003.